# Svobodná Evropa

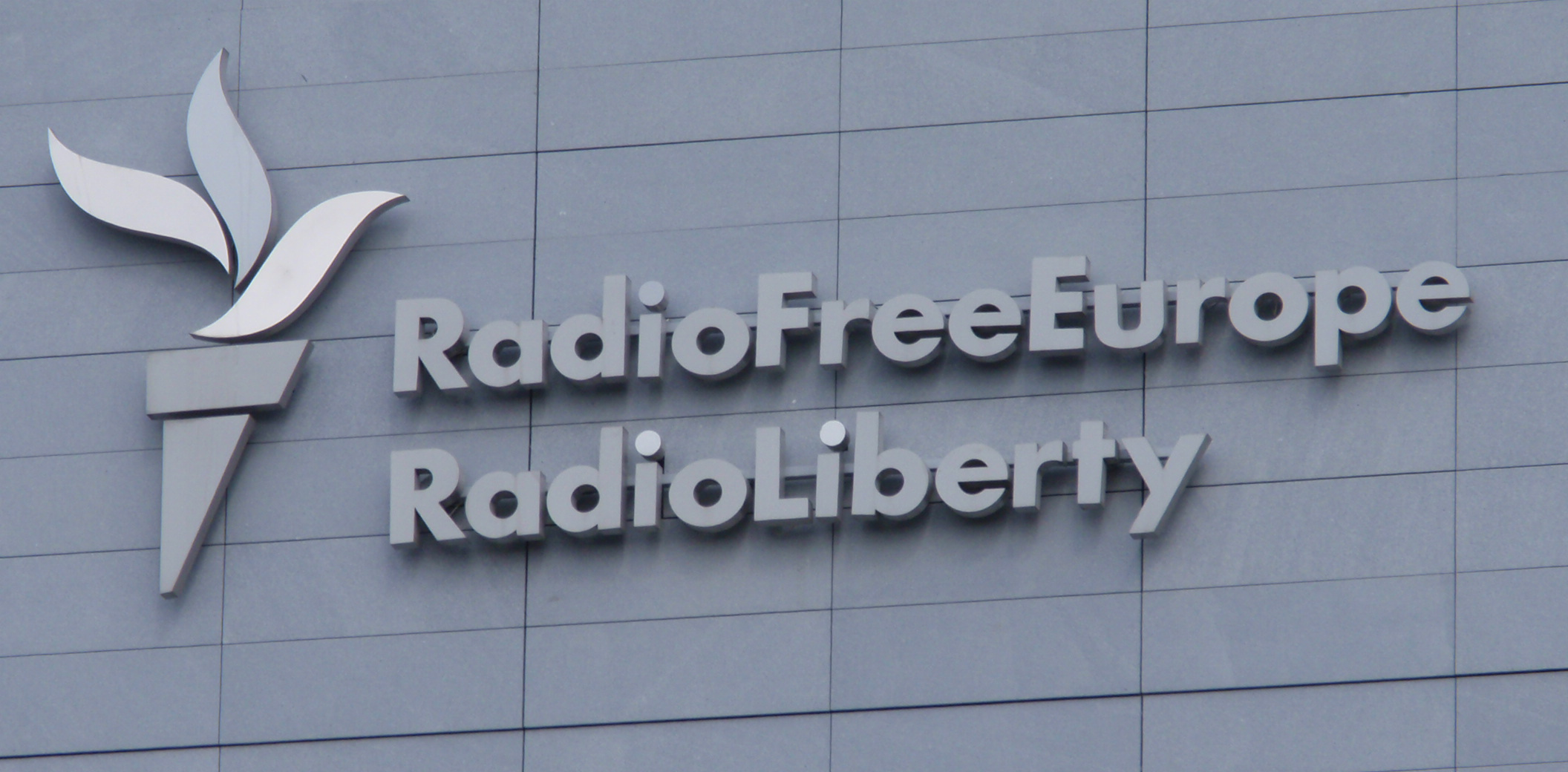
Logo stanice na nové budově stanice v Praze

Svobodná Evropa (plný anglický název Radio Free Europe/Radio Liberty, RFE/RL) je rozhlasová organizace vysílající zpravodajství do více zemí světa v různých jazycích. Svou misi Svobodná Evropa definuje jako prosazování demokratických hodnot a lidských práv podáváním informací v zemích, kde svobodná média jsou vládou zakázána nebo neúplně zavedena. Je financována grantem z rozpočtu Kongresu USA. Do roku 1972 bylo Radio Liberty financováno z rozpočtu CIA. Stanice RFE sama ovšem spadala pod kompetenci tzv. „Národní rady pro svobodnou Evropu“ (National Committee for a Free Europe).

## Pozadí
Po Fultonském projevu Winstona Churchilla na univerzitě (Westminster College) v americkém Fultonu (stát Missouri), dne 5. března 1946 se začal používat termín "železná opona" pro hranici mezi státy Západní Evropy a satelity Sovětského svazu. Jedinou možností, jak proniknout touto "železnou oponou" a svobodně informovat tamější obyvatelstvo, byly rádiové vlny, neboť televize v dimenzích, ve kterých je známá dnes, neexistovala.

## Vznik stanice

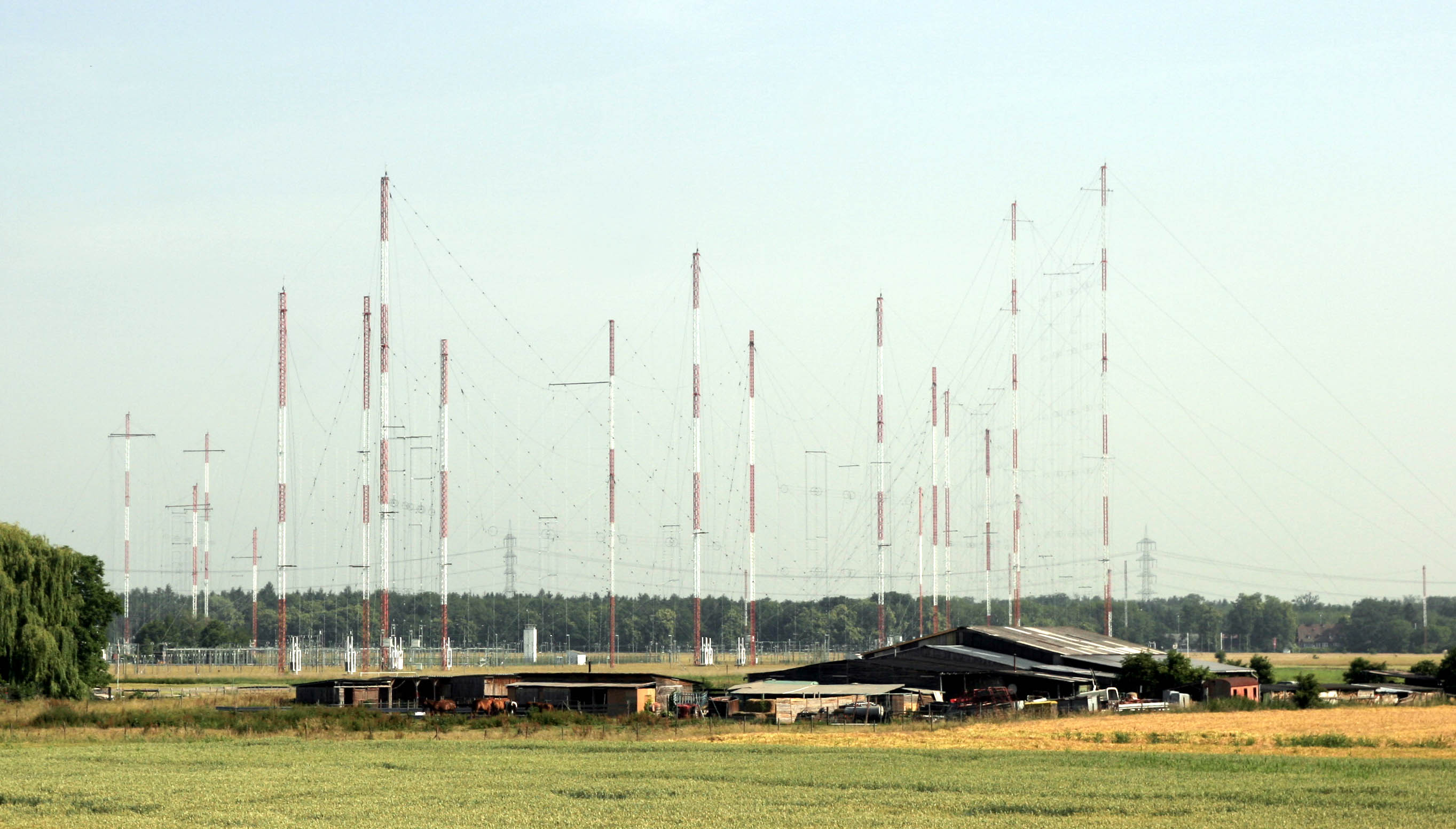
Antény vysílače "Svobodná Evropa"

V červnu 1949 založil zastupující ředitel CIA, Allen Dulles, antikomunistickou zpravodajskou organizaci Národní rada pro svobodnou Evropu (National Committee for a Free Europe, NCFE). Jejím účelem bylo šíření vlivu právě založené aliance NATO ve Východní Evropě. V Národní radě zasedal Allen Dulles, Dwight D. Eisenhower, Cecil B. DeMille, Henry Luce a další. Národní rada dohlížela na vysílání Rádia svobodná Evropa a vydávala direktivy ohledně obsahu vysílání. Takto bylo Rádio svobodná Evropa pod finanční a obsahovou kontrolou CIA až do roku 1971. Spisovatel Sig Mickelson také uvedl, že posláním NCFE bylo podporovat uprchlíky a poskytovat jim užitečný způsob, jak vyjádřit své názory a kreativitu, a zároveň je více představit modernímu světu.
Spojené státy financovaly mnoho projektů, které měly působit proti „komunistické přitažlivosti“ mezi intelektuály v Evropě a rozvojovém světě. Rádio svobodná Evropa byl jedním z nich. Stanice vznikla z přesvědčení, že studená válka bude nakonec vedena politickými, nikoli vojenskými prostředky. Američtí politici jako George Frost Kennan a John Foster Dulles pochopili, že studená válka byla v podstatě válkou idejí. Zavedení zástupných rozhlasových stanic bylo klíčovou součástí širší psychologické války.
Rádio svobodná Evropa bylo vytvořeno podle vzoru západoberlínského Rozhlasu v americkém sektoru (RIAS), které se ilegálně poslouchalo i ve Východním Něměcku.
Šlo také o reakci na založení podobné organizace pod názvem "Rada svobodného Československa" (Council of Free Czechoslovakia), dne 25. února 1949. V této souvislosti konzultoval Dulles vedení rady za přítomnosti Petra Zenkla, Ing. Jana Bervidy, Julia Firta a Ferdinanda Peroutky. Za Poláky byl přítomen Jan Nowak-Jezioraňski. Allen Dulles sdělil exulantům, že Ministerstvo zahraničí USA (jeho starší bratr John Foster Dulles) zamýšlí vybudování rozhlasového vysílače v Mnichově na území SRN. Podle pozdějšího tvrzení Jožky Pejskara bylo označení stanice Radio Free Europe vynálezem Julia Firta, který se také krátký čas stal prvním zastupujícím ředitelem „Svobodné Evropy“. V roce 1951 byl jmenován zástupcem šéfredaktora RFE, redakce New York a 1955 se stává ředitelem československé sekce RFE v Mnichově.

## Mnichov a Radio Liberty (RL)
RFE zahájila provoz v Mnichově dne 1. května 1951 a to v češtině. První věta zněla: Volá hlas svobodného Československa, rozhlasová stanice Svobodná Evropa… Několik minut nato se ozval zvuk rušiček, jejichž typickému zvuku se říkalo "moskevské boogie". Jedna z rušiček sestávající ze 170 m vysokých stožárů se nachází v katastrálním území obce Úzovská Panica (okres Rimavská Sobota).
Prvním ředitelem českého oddělení RFE v letech 1951–1961 se stal Ferdinand Peroutka.
Během oněch deseti let RFE už vysílala ve více než deseti jazycích světa na krátkých vlnách v časovém objemu přes 500 hodin týdně. RFE se zaměřoval na politickou, hospodářskou, sociální a kulturní situaci v zemích za "železnou oponou". Nejpopulárnějšími československými hlasateli a žurnalisty RFE v letech 1951–1968 byli: Rozina Jadrná-Pokorná (hudební pořady), Ferdinand Peroutka (fejetony a úvahy), Jožka Pejskar (psal pod pseudonymem „Jožka Pero“ politické komentáře, roce 1964 založil v Mnichově měsíčník „České slovo“ jehož byl do roku 1978 šéfredaktorem), Dr. Mirek Podivínský (pseudonym: "Martin Zemek"). Jaroslav Pecháček a Antonín Paleček byli organizátoři “letákových akcí" (vzdušné balóny) na území ČSR. Od 1. února 1954 do února 1983 pracoval v československé redakci RFE Ladislav Nižňanský.
1. března 1953 vzniklo v Mnichově Radio Osvobožděnija (česky: Radio Osvobození), které začalo vysílat pro obyvatele Sovětského svazu. Jeho prvním ředitelem byl jmenován Sergej Dubrovskij (byl rovněž spoluzakladatelem emigrantského spolku "Americká rada pro osvobození od bolševizmu" (Amerikaňskij komitět po osvobožděniju ot boševizma)). V květnu 1959 bylo Radio Osvobožděnija přejmenováno na Radio Liberty (česky: Radio Svoboda).

## Větry svobody
Od srpna 1951 do roku 1956 Rádio Svobodná Evropa organizovalo propagandistickou kampaň, které se neoficiálně říká „Větry svobody“. Během ní bylo z území Západního Německa do Československa, Polska a Maďarska vysláno 590 415 vzdušných balónů, které nesly 301 milionů letáků, knih, plakátů a jiných tiskovin. Letáky měly rozšířit a propagovat zpravodajství Rádia Svobodná Evropa. Na jedné straně obsahovaly vysílací program a krátkovlnné frekvence a na druhé straně informace o disidentských hnutích a právech pracujících, satirické komentáře ke komunistickým vůdcům a jejich politice, ilustrace a karikatury a vzkazy podpory a solidarity ze Západu. Mezi knihami, které balóny nesly, byly i retisky protitotalitní literatury, včetně Orwellovy Farmy zvířat. Šlo o součást psychologické války během studené války. Součástí kampaně byly operace Prospero (1953) a nejrozsáhlejší operace Veto (1954–1956). Poté, co bylo během operace Prospero vysláno 60 000 balónů, nasadily české komunistické úřady protiletadlové kanóny a stíhačky MiG, aby je sestřelily. V roce 1954 západoněmecká policie zastavila na hranicích českého tajného agenta, který měl rozkaz zapálit jedno z odpalovacích míst.

## RFE po srpnu 1968
Po přepadení ČSSR vojsky Varšavské smlouvy, dne 21. srpna 1968 emigrovalo na Západ okolo 440 000 obyvatel Československa. Tehdejší ředitel československé sekce RFE, Dr. Jaroslav Pecháček (1965–1977), v Mnichově se rozhodl pátrat po novinářích a publicistech, kteří opustili ČSSR. Těm, které považoval za perspektivní, nabídl pracovní smlouvu s RFE. Pecháček prakticky celou dosavadní strukturu vysílání předělal a přizpůsobil ji aktuálním poměrům. V RFE se objevily nové tváře. Šlo o žurnalisty a umělce vysokých kvalit: Josef Jedlička, Sláva Volný, Karel Jezdinský, Lída Rakušanová, Olga Valeská, básník Ivan Diviš a písničkář Karel Kryl.

### Studio Vídeň
Ze 440 000 českých a slovenských emigrantů se okolo 220 000 usadilo v letech 1968–1971 v Rakousku, mnozí z nich následně odešli do zámoří a to především do Kanady a Austrálie. Ředitel Dr. Pecháček se dohodl s vedením CIA přechodně otevřít pobočku československého vysílání RFE ve Vídni. Jako vedoucí "Studia Vídeň" byl jmenován Tibor Zlocha. Volnými spolupracovníky RFE "Studio Vídeň" se stali: Josef Jonáš (šéfredaktor týdeníku vídeňských Čechů "Vídeňské svobodné listy"), studenti Vídeňské univerzity, Jan Berwid-Buquoy, Jiří Kameníček a student Vysoké školy světového obchodu (Hochschule für Welthandel), Radim Čechura.

### Špionážní aféry a atentáty
V květnu 1965 vstoupil do služeb RFE polský historik Andrzej Czechowicz, avšak 10. března 1971 se náhle ocitl před televizními kamerami komunistického Polska ve Varšavě. Svět se dozvěděl, že se jedná o kapitána polské SB, který byl nasazen jako vyzvědač v síti mnichovské RFE.
V období 50. let 20. století působilo v RFE přibližně 5 agentů československé rozvědky. Poté, co se československý ministr vnitra Rudolf Barák před volbami neprozřetelně chlubil, že ... všechno, co se povídá v kantýně stanice, má druhý den na stole..., provedla americká kontrašpionáž na základě tohoto sdělení vyšetřování a několik československých agentů bylo propuštěno.
Teroristický útok byl na budovu RFE v Mnichově proveden 21. února 1981. Díky informacím získaným z archivů zpravodajských služeb bylo po roce 1989 zjištěno, že akci objednala rumunská zpravodajská služba Securitate u Johannese Weinricha, člena teroristické skupiny I. R. Sáncheze (Carlose). Ten celou akci naplánoval a provedl. Exploze zdemolovala československou redakci a zranila tři její zaměstnance. Z dokumentů vyplynulo, že zásah československé redakce bylo nedopatření. Sáncheze se vypátrat nepodařilo, ale sovětská státní bezpečnost jméno pachatele znala.

#### Agenti
V roce 1969 nastoupil jako hlasatel československé sekce RFE Pavel Minařík. V roce 1976 byl ze služeb RFE propuštěn. Krátce na to se objevil v pražské televizi jako kapitán Pavel Minařík. Nyní měla i československá StB svého „Czechowicze“. Minařík v době svého působení v Mnichově předložil svým nadřízeným v pražské centrále StB nejméně tři návrhy na provedení pumového atentátu na čs. oddělení RFE. V roce 1993 byl Minařík v ČR v souvislosti s návrhy na provedení atentátu odsouzen. Pražský vrchní soud ale v srpnu 1994 rozsudek zrušil a případ vrátil státnímu zástupci k došetření. Ten pak v prosinci 1994 trestní stíhání zastavil s tím, že Minařík sice nepochybně návrhy na vyřazení vysílače Svobodné Evropy předkládal, ale jeho jednání nedosáhlo stádia přípravy k trestnému činu.
Jméno Tibor Zlocha (1929–1995) se po sametové revoluci objevilo na seznamech spolupracovníků státní bezpečnosti. Od 18. prosince 1957 byl důstojníkem I. správy StB (reg. číslo 04043) s krycím jménem Karel, StB Praha, V. odbor. Začátkem 60. let byl Zlocha jako agent vyslán do Rakouska, aby podával zprávy o tamních aktivitách českých emigrantských organizací, hlavně vídeňského Sokola. Místo toho se ohlásil na americkém velvyslanectví a dal se do služeb CIA. Po převratu ho prezident Václav Havel, na doporučení Ministerstva zahraničních věcí USA, jmenoval velvyslancem v Argentině.
V letech 1951–1989 došlo v oblasti působení RFE k několika desítkám atentátů, únosů a jiných pokusů o zastrašení zaměstnanců i externích spolupracovníků této rozhlasové stanice, ze strany východoevropských zpravodajských služeb.

## RFE po listopadu 1989

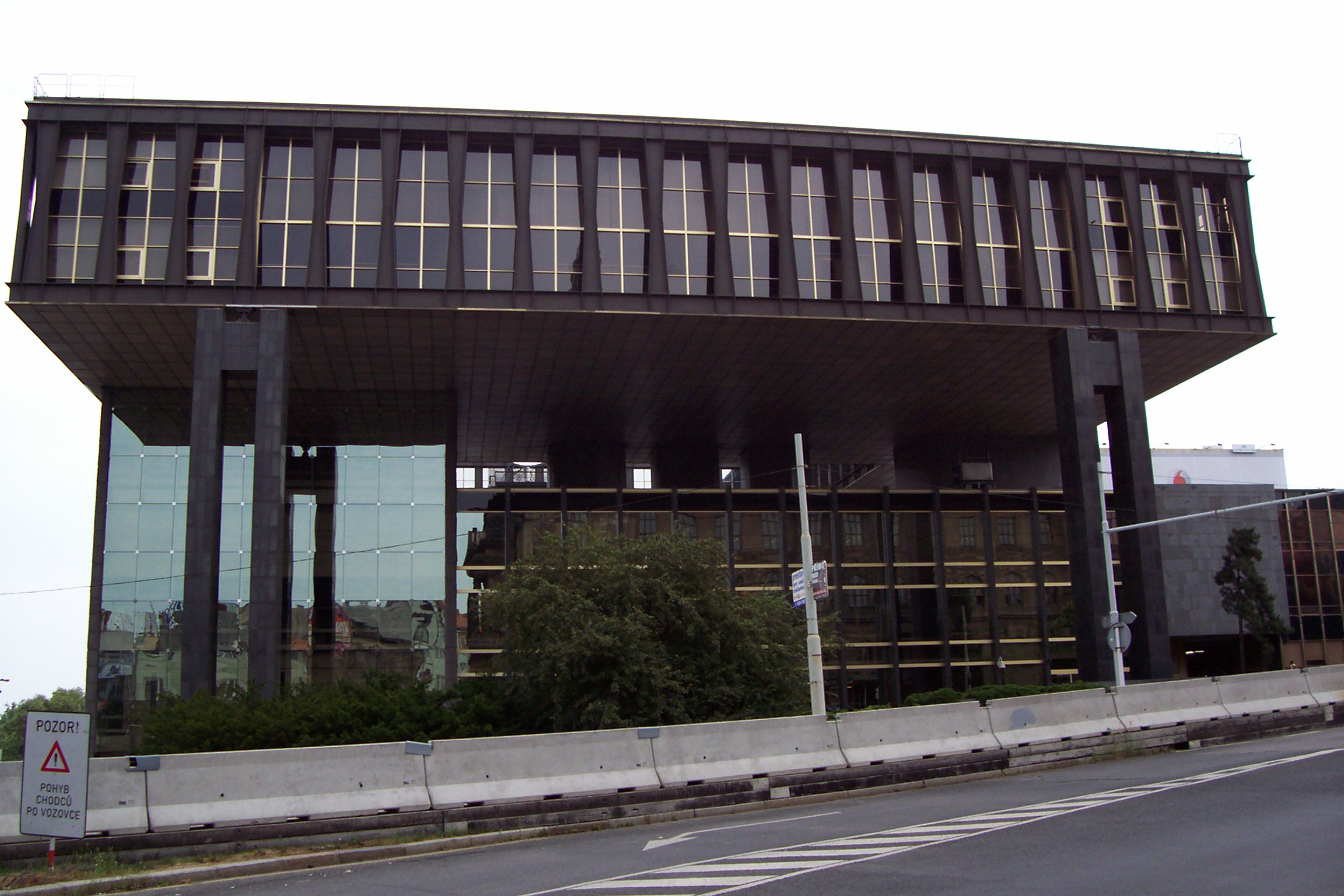
Budova bývalého Federálního shromáždění ČSSR, která do listopadu 2008 sloužila pro Rádio Svobodná Evropa/Rádio Svoboda

Rozhlasová stanice „Svobodná Evropa“ skončila 30. června 1995 svoji činnost v Mnichově a začala 1. července 1995 vysílat z Prahy. Na podzim roku 1995 se původní česká redakce RFE připojila k Českému rozhlasu a vznikl tak „Český rozhlas 6 / Rádio Svobodná Evropa“. Šéfredaktorem ČRo 6 a zároveň prezidentem RFE byl určen Mgr. Pavel Pecháček (syn Dr. Jaroslava Pecháčka). Na této transakci spolupracovaly rovněž české redakce vysílačů "BBC", "Voice of America" a "Deutsche Welle". Od 1. listopadu 2001 se stává ředitelem rozhlasové stanice Ing. Ivo Štern. Úřadující prezidentkou – po odstoupení Mgr. Pavla Pecháčka – se stala Olga Valeská.
Vysílání české redakce bylo ukončeno 31. prosince 2001; bylo ukončeno také vysílání do řady dalších evropských zemí a Pobaltí. Současně s tím vznikly nové redakce, určené pro země kolem Perského zálivu.
Od roku 2014 ve spolupráci s Hlasem Ameriky (VOA) začalo experimentální, o dva roky později pravidelné televizní zpravodajské vysílání do vybraných zemí v dnešní působnosti RFE/RL. Stanice je dnes rovněž velmi aktivní v nových médiích, zejména na internetu.
Ruský opoziční novinář Andrej Babickij, který pracoval pro RFE/RL v Praze a byl zastáncem práva Čečenců na nezávislost na Rusku, byl v roce 2014 propuštěn z RFE/RL. Podle jeho slov mu byla zrušena pracovní pozice, podle názorů některých novinářů to bylo za obhajobu proruského separatismu na východní Ukrajině a anexe Krymu.
Dne 11. září 2002 rozhodl americký Kongres o ukončení financování českého vysílání Svobodné Evropy, a to proto 30. září 2002 skončilo. Neformálním nástupcem českého vysílání se stala stanice Českého rozhlasu ČRo 6, kam přešla i část redaktorů.
RFE / RL dnes vysílá v 27 jazycích pro 23 zemí, s kapacitou přes 1000 hodin týdně.
Organizace má 21 místních poboček s více než 500 kmenovými zaměstnanci a 1 300 kontaktů a nezávislých pracovníků v zemích pro které vysílá. Kromě toho má 700 zaměstnanců ve svém ústředí ve Washingtonu, D.C. Rádio Svobodná Evropa je často vnímáno jako hlas americké propagandy a obecněji zájmů USA.
Od 1. srpna 2019 je ředitelem Jamie Fly.
V únoru 2024 bylo radio označeno jako „nežádoucí organizace“ v Rusku.
Dne 14. března 2025 rozhodl prezident Donald Trump o snížení financování mateřské organizace USAGM na zákonné minimum a tím i o ukončení financování RFE / RL. Následně reagovaly státy EU s vůlí převzít toto vysílání. V dubnu 2025 bylo zaměstnancům radia v Praze uděleno neplacené volno z důvodu nedostatečných finančních prostředků radia.

### Sídlo na Hagiboru

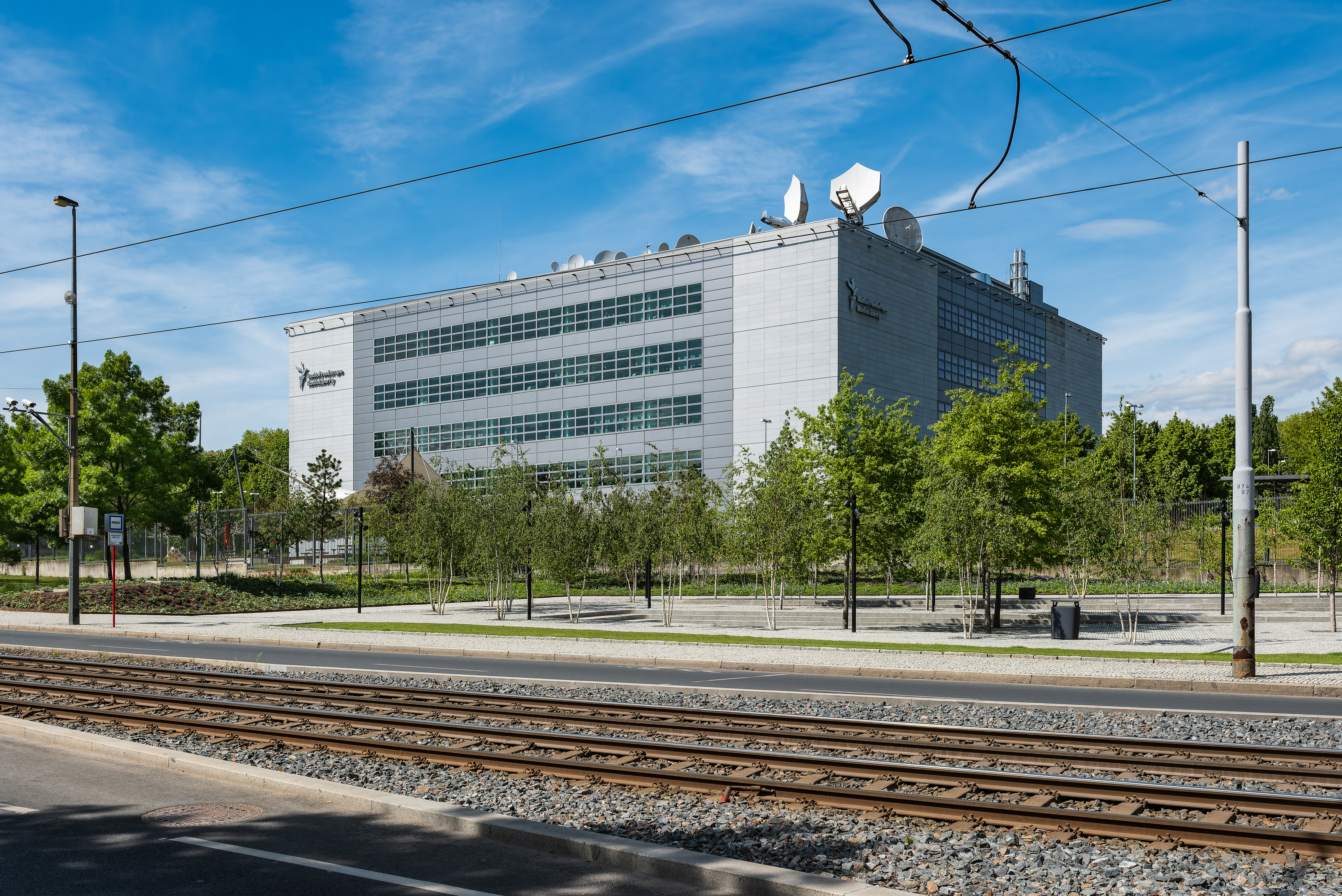
Sídlo Rádia Svobodná Evropa / Rádia Svoboda v Praze-Strašnicích na Hagiboru, foto z roku 2025

Vzhledem k bezpečnostním rizikům, zejména možnosti teroristického útoku, bylo několikrát navrženo přestěhovat sídlo Svobodné Evropy z budovy bývalého Federálního shromáždění v centru Prahy do jiného objektu. Řada navržených budov se však ukázala jako nevyhovující. Během roku 2008 proto byla postavena pro rozhlasovou stanici v Praze-Strašnicích na Hagiboru speciální budova s vysokým stupněm zabezpečení; provoz v nové budově a vysílání byl zahájen v lednu 2009.
Dne 29. listopadu 2011 byl před vchodem do nové budovy Rádia Svobodná Evropa/Rádio Svoboda na Hagiboru v Praze-Strašnicích odhalen památník připomínající židovskou historii místa. Na slavnostním odhalení pomníku promluvili tehdejší prezident RFE/RL Steve Korn, pamětnice holocaustu PhDr. Dagmar Lieblová z Terezínské iniciativy, předseda Pražské židovské obce František Banyai, primátor města Prahy Bohuslav Svoboda a manželka velvyslance USA v ČR Normana Eisena Dr. Lindsay Kaplanová.